# Huma
De huma (Perzisch: هما Homā) is een paradijsvogel in de Perzische mythologie - vergelijkbaar met de feniks - die geluk zou brengen. De huma is een frequent onderwerp in de soefi- en diwan-poëzie. Er wordt van de huma-vogel gezegd dat hij nooit tot rust komt en zijn hele leven hoog boven de aarde vliegt en nooit op de grond neerstrijkt.

## Mythen en Legendes
In verschillende variaties van de Huma-mythen wordt gezegd dat de vogel feniksachtig is, zichzelf om de paar honderd jaar verteert in vuur, om vervolgens opnieuw uit de as te herrijzen. Van de Huma-vogel wordt gezegd dat hij zowel de mannelijke als de vrouwelijke natuur in één lichaam heeft, waarbij elke natuur één vleugel en één poot heeft. Huma wordt beschouwd als meelevend en een 'fortuinvogel', aangezien zijn schaduw (of aanraking) gunstig wordt genoemd.
In de Soefi-traditie gaat het vangen van de Huma zelfs de wildste verbeelding te boven, maar als je er een glimp van opvangt, of zelfs maar een schaduw ervan, zal je zeker de rest van zijn/haar leven gelukkig zijn. Er wordt ook aangenomen dat Huma niet levend kan worden gevangen, en de persoon die een Huma doodt, zal binnen veertig dagen sterven.
In het Ottomaans-Turkse poëzie wordt het schepsel vaak een 'paradijsvogel' genoemd; vroege Europese beschrijvingen van de Paradisaeidae-soorten schilderden de vogels af alsof ze geen vleugels of poten hadden, en men nam aan dat de vogels in de lucht bleven. hele levens.
In Farid ad-Din Attar's (Farid van Nisjapoer) allegorische meesterwerk De samenspraak van de vogels, een uitstekend voorbeeld van soefi-werken in de Perzische literatuur, wordt de Huma-vogel afgebeeld als een leerling die weigert een reis te ondernemen omdat een dergelijke onderneming het voorrecht zou compromitteren om het koningschap te verlenen aan degenen die het vloog over. In de Iraanse literatuur wordt deze koningschapsverlenende functie van de Huma-vogel geïdentificeerd met pre-islamitische monarchen, en staat tegenover raven, wat een metafoor is voor Arabieren. De legende komt ook voor in niet-Soefi-kunst.
De koningschapsverlenende functie van de Huma-vogel komt terug in Indiase verhalen over het Moghul-tijdperk, waarin de schaduw (of het neerkomen) van de Huma-vogel op iemands hoofd of schouder het koningschap zou schenken (of voorspellen). Dienovereenkomstig werd gezegd dat de veren die de tulbanden van koningen sieren, het verenkleed van de Huma-vogel zijn.
Soefi-leraar Inayat Khan geeft de legende van het geschonken koningschap een spirituele dimensie: "De ware betekenis ervan is dat wanneer iemands gedachten zo evolueren dat ze alle beperkingen doorbreken, hij als een koning wordt. Het is de beperking van taal die het alleen kan beschrijven de Allerhoogste als een soort koning."
De Huma-vogel symboliseert onbereikbare hoogheid in de Turkse volksliteratuur. Sommige verwijzingen naar het wezen komen ook voor in de Sindhi-literatuur, waar - zoals in de diwan-traditie - het wezen wordt afgeschilderd als iemand die veel geluk brengt. In de Zafarnama van Guru Gobind Singh verwijst een brief aan Mughal-Padisjah Aurangzeb naar de Huma-vogel als een "machtige en gunstige vogel".